# Coptotriche tantalella
Coptotriche tantalella is een vlinder uit de familie vlekmineermotten (Tischeriidae). De wetenschappelijke naam is voor het eerst geldig gepubliceerd in 1908 door Walsingham.
De soort komt voor in Europa.